# Gonomyia mashona
Gonomyia mashona är en tvåvingeart som beskrevs av Alexander 1959. Gonomyia mashona ingår i släktet Gonomyia och familjen småharkrankar.
Artens utbredningsområde är Zimbabwe. Inga underarter finns listade i Catalogue of Life.